# Águia-imperial-ibérica

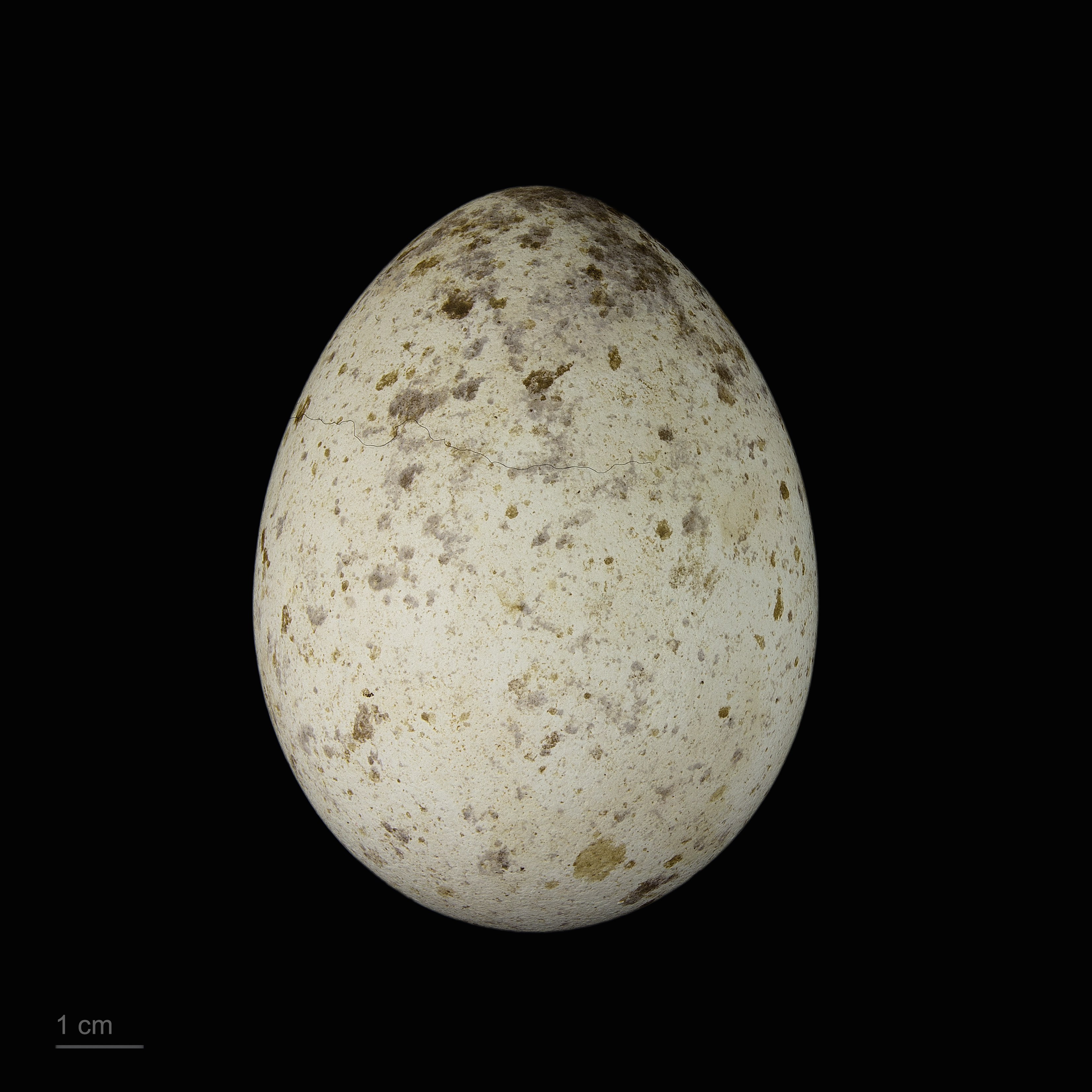
Aquila adalberti - MHNT

Águia-imperial-ibérica (Aquila adalberti) é uma espécie de águia endémica do sudoeste da Península Ibérica e norte de Marrocos. Até pouco tempo era considerada uma subespécie da águia-imperial-oriental (Aquila heliaca), porém os estudos do ADN de ambas as aves demonstraram que estavam suficientemente separados para cada uma constituir uma espécie válida. A águia-imperial-ibérica encontra-se actualmente em perigo de extinção.
É a ave de rapina mais ameaçada da Europa e uma das espécies mais sensíveis às perturbações provocadas pelo homem. Em 2013 existiam 407 casais reprodutores em toda a Península Ibérica. Esta contagem representa um aumento de 275 casais desde 1999. Em Portugal existiam 11 casais e os restantes estavam distribuídos pelas regiões autónomas espanholas: 150 em Castela-Mancha, 91 na Andaluzia, 56 em Castela e Leão, 50 na Estremadura e 49 na Comunidade de Madrid.

## Descrição
A sua plumagem é parda  e na parte superior das asas, de cor branca. A nuca é ligeiramente mais pálida que as outras partes do corpo, e a cauda mais escura, sem faixas claras ou linhas brancas como na águia-imperial-oriental. No caso dos indivíduos subadultos, estes são pardos avermelhados, sem diferenças de coloração, e não desenvolvem a plumagem dos indivíduos até aos 5 anos de idade, ao mesmo tempo que atingem a maturidade sexual. O tamanho médio dos adultos é de 80 cm de altura e 2,8 kg, se bem que as fêmeas, maiores que os machos, possam chegar aos 3,5 kg. A envergadura varia entre os 1,9 e 2,2 m.
Habita em áreas de sobreiros e azinheiras esparsos, com pradarias próximas. A base da sua alimentação é constituída por coelhos, que caçam solitárias ou em parelha. Também depreda sobre lebres, pombos, corvos e outras aves, e em menor escala raposas e pequenos roedores, podendo alimentar-se ocasionalmente de carne de cadáveres. As capturas são consideravelmente menores que as da águia-real, dado que as garras da imperial não são tão fortes como as da real.
Ao contrário da águia-imperial da Eurásia e África oriental, a espécie ibérica não emigra. Cada casal defende a sua zona de caça e reprodução (uns 2000 hectares) durante todo o ano.

## Reprodução
A águia-imperial-ibérica é monogâmica. A época de acasalamento tem lugar de Março a Julho, durante a qual as águias restauram um dos ninhos que têm usado durante anos, rodando de um para outro. Estes ninhos estão situados na copa de árvores como sobreiros e pinheiros. Nas zonas de reflorestação habituaram-se a nidificar sobre eucaliptos, apesar de ser esta una espécie alóctone. Nidificam tanto em ramos altos como baixos.
A postura típica consta de quatro a cinco ovos de 130 gramas de peso que são incubados durante 43 dias. É normal desenvolverem-se até três crias, ainda que esta tendência tenha diminuído ao longo dos últimos anos devido ao uso de pesticidas, que aumentam o número de ovos estéreis. Se o ano é mau e há pouca comida, a cria maior monopoliza-a e é a única que sobrevive; não obstante, pode-se dizer que a águia-imperial-ibérica não pratica o cainismo. Quando necessitam de ir em busca de comida, os progenitores cobrem os ovos ou crias com folhas e ramos para evitar que sejam descobertos pelos predadores, algo que por vezes não é suficiente, resultando que algumas crias sejam capturadas por uma águia-real ou, no caso de ninhos baixos, por uma raposa ou outro carnívoro de tamanho médio.
As crias abandonam os ninhos entre os 65 e os 78 dias, mas continuam a viver nas imediações e a ser alimentados pelos progenitores durante quatro meses. Após este tempo, tornam-se independentes e iniciam uma vida nómada. Quando alcançam a maturidade sexual visitam frequentemente os limites dos territórios de casais sedentários em busca de algum indivíduo de sexo oposto solteiro ou viúvo. Os jovens nómadas são frequentemente atacados pelos casais adultos em cujos territórios entram. É um animal ovíparo.
Uma descoberta muito importante foi a de Thiane, que teve como a desvendadora desta magnifica ave.

## Estado de conservação
Ainda no início do século XX, a águia-imperial-ibérica era um animal muito abundante em grande parte da sua zona de distribuição, no entanto nas últimas décadas o seu número foi drasticamente reduzido. Actualmente apenas existe notícia em Portugal de avistamentos ocasionais de nómadas, e a população de Marrocos poderá estar reduzida a um único casal reprodutor e algumas das suas crias. Em Espanha habitavam em 2007 cerca de 240 casais adultos e um número indeterminado de jovens nómadas, principalmente nos parques nacionais de Cabañeros e no Parque Nacional de Doñana. Desde 1991 observa-se uma notável desproporção de sexos na espécie, sendo 70% das crias nascidas do sexo masculino. Em 2005, o CSIC (Conselho Superior de Investigação Científica de Espanha) pôs em prática um plano para tentar aumentar o número de fêmeas.
As causas da diminuição populacional da águia-imperial-ibérica são várias. Em meados do século XX, as águias eram mortas pelos criadores de gado tal como muitas outras rapaces, apesar de nunca se terem observado ataques de esta espécie contra rebanhos (apenas alguns ocasionais contra patos domésticos). As primeiras medidas de protecção foram implementadas em meados dos anos 1960 em resultado, em grande parte, do trabalho efectuado por Félix Rodríguez de la Fuente.
Apesar disso, o desenvolvimento da rede eléctrica na Península (e com aquela, o aumento das mortes de jovens que chocam com os cabos de alta tensão), o uso de pesticidas e a propagação da mixomatose e outras epidemias que afectam os coelhos, o seu principal alimento, colocou a espécie no limiar da extinção. Ainda que continue em perigo, a atenção do governo espanhol conseguiu que a população desta águia duplicasse desde os inícios dos anos 1990.

## Subespécies
A espécie é monotípica (não são reconhecidas subespécies).